# بخش اولیه اقتصاد

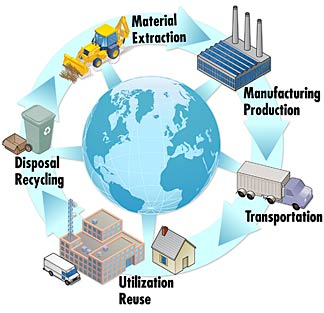
چرخه عمر محصول و بخش اولیه اقتصاد

بخش اولیه اقتصاد (به انگلیسی: primary sector of the economy) شامل تمام صنعت‌های استخراجی و تولیدی مواد خام است. این بخش شامل صنایعی مانند مانند کشاورزی، چوب بری، شکار، ماهیگیری، جنگلداری و معدن‌کاری می‌شود.
صنایع این بخش، بخش بزرگتری از تولید ناخالص داخلی کشورهای توسعه نیافته را نسبت به کشورهای توسعه یافته تشکیل می‌دهد. به‌طور مثال، در سال ۲۰۱۸، کشاورزی، جنگل‌داری و ماهیگیری حدود ۱۵٪ اقتصاد کشورهای آفریقا سیاه را تشکیل دادند در حالی که این مقدار برای آمریکای شمالی تنها ۱٪ بود. می‌توان گفت که رشد بخش اولیه اقتصاد در کشورهایی که به بیماری موسوم به بیماری نفرین منابع مبتلا هستند بیشتر است؛ به این صورت که این کشورها نمی‌توانند از ثروت‌های طبیعی برای رشد اقتصادی کشورشان بهره ببرند.
در کشورهای توسعه یافته، از تکنولوژی‌های پیشرفته در بخش اولیه اقتصاد استفاده می‌شود که این باعث مکانیزه شدن برخی صنایع می‌شود. مانند کشاورزی که در کشورهای توسعه یافته به‌صورت مکانیزه و در کشورهای فقیر تر به صورت دستی انجام می‌شود. معمولاً کشورهای توسعه یافته تر سرمایه بیشتری را در بخش‌های اولیه اقتصادی سرمایه‌گذاری می‌کنند: برای مثال، در ایالات متحده آمریکا از ماشین‌های کمباین برای برداشت ذرت و از اسپری‌های صنعتی برای اسپری کردن حشره کش، علف کش و قارچ کش بر زوی بخشهای وسیعی از مزارع استفاده می‌شود. این پیشرفت‌های تکنولوژیک و سرمایه‌گذاری‌ها باعث می‌شود تا به نیروی کار کمتری برای بخش اولیه اقتصاد نیاز شود در نتیجه، در کشورهای توسعه یافته، بخش بیشتری از نیروی کار در بخش‌های ثانویه و خدماتی اقتصاد مشغول هستند.

## دیگر بخش‌های اقتصادی
طبق بخش بندی کلاسیک اقتصادی، علاوه بر بخش اول ۲ بخش دیگر نیز داریم:
- بخش دوم اقتصاد شامل حمل و نقل مواد اولیه یا تولید کالا از مواد میانی است. مثل ساختن یک خودرو از فولاد.
- بخش سوم اقتصاد شامل فراهم کردن خدمات برای شرکت‌ها و مصرف‌کنندگان است. مثل بانکداری یا حمل و نقل.

علاوه بر این سه بخش اصلی، در بعضی بخش بندی‌ها، بخش چهارم اقتصاد (شامل فعالیت‌های فکری ایی که اغلب با نوآوری‌های تکنولوژیک همراه است) و بخش پنجم اقتصاد (شامل مقام‌های ارشد تصمیم‌گیری مثل دولت یا رسانه) نیز برشمرده شده‌است.
بخش‌های یاد شده بخش‌های بزرگی از اقتصاد را تشکیل می‌دهند. اما بخش بندی‌های دیگری نیز برای اقتصاد مطرح است؛ به‌طور مثال بخش تجاری (شامل شرکت‌ها)، بخش خصوصی (راه اندازی شده برای بهره شخصی و خارج از کنترل دولت)، بخش دولتی (بخشی از اقتصاد که بودجه آن از بخش عمومی تأمین می‌شود و خدمات دولتی را ارائه می‌دهد) و بخش اجتماعی (شامل نهادهای غیردولتی خدماتی) بخش‌های دیگری هستند که اقتصاد و به‌طور کلی جامعه را تشکیل می‌دهند.

## نظریه پردازان طرح ۳ بخشی اقتصاد

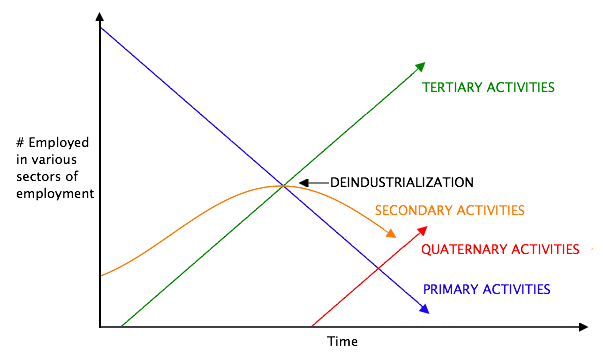
مدل اقتصادی کالین کلارک

افراد مختلفی برای پیشرفت نظریه بخش‌های اقتصادی تلاش کردند. آلن جورج برنارد فیشر، اقتصاددان برجسته نیوزیلندی، توسعه اقتصادی را به‌صورت تسلط متوالی بخش‌های سه‌گانه اقتصادی بیان کرد.
کالین کلارک، اقتصاددان بریتانیایی-استرالیایی، مدل اقتصادی کلارک را ارائه کرد که علاوه بر ۳ بخش اصلی اقتصادی، بخش چهارم اقتصاد را نیز معرفی نمود که در آن فعالیت‌های ذهنی مربوط به نوآوری‌های اقتصادی قرار داشتند.
ژا فوراستیه، اقتصاددان فرانسوی، در رابطه با مدل سه بخشی اقتصادی، پراکندگی نیروی کار را بر حسب زمان تعریف نمود. به این صورت که برای هر بخش اول، دوم و سوم اقتصادی، جامعه سنتی، زمان انتقال و جامعه سوم را تعریف کرد و درصد آن‌ها را برای خر بخش معرفی نمود.

## ارزش افزوده در مدل سه بخشی اقتصاد
ارزش افزوده رابطه نزدیکی با توسعه حساب‌های ملی دارد که اولین بار توسط کالین کلارک به آن اشاره شد دارد. موضوع ارزش افزوده بحث اصلی گرداندن حساب‌های ملی می‌باشد. ارزش افزوده در بخش دوم اقتصادی برابر با اختلاف بین ارزش محصولات تولیدی و هزینه محصولات اولیه بدست آمده از بخش اول اقتصاد می‌باشد. به‌طور مشابه، ارزش افزوده بخش سوم اقتصاد برابر با اختلاف هزینه پرداخت شده توسط مشتری با پول پرداخت شده به تولیدکننده برای تولید کل می‌باشد.

## برای مطالعهٔ بیشتر
- Dwight H. Perkins: Proceedings of the Academy of Political Science, Vol. 31, No. 1, China's Developmental Experience (Mar. , 1973)
- Cameron: General Economic and Social History
- Historia Económica y Social General, by Maria Inés Barbero, Rubén L. Berenblum, Fernando R. García Molina, Jorge Saborido
- Chand, S. N. (2006). Dictionary of economics